# Coeruleotaygetis peribaea
Genre
Espèce
Coeruleotaygetis peribaea est une espèce néotropicale de lépidoptères (papillons) de la famille des Nymphalidae et de la sous-famille des Satyrinae. Elle est la seule représentante du genre monotypique Coeruleotaygetis.

## Distribution
Coeruleotaygetis peribaea est originaire de Colombie.

## Taxonomie
L'espèce Coeruleotaygetis peribaea a été décrite par les naturalistes britanniques Frederick DuCane Godman et Osbert Salvin en 1880, sous le nom initial d'Euptychia peribaea.
Elle est l'espèce type et l'unique espèce du genre monotypique Coeruleotaygetis, décrit en 1964 par l'entomologiste allemand Walter Forster.